# Soto y Gama
Soto y Gama är en ort i Mexiko.   Den ligger i kommunen Huaquechula och delstaten Puebla, i den sydöstra delen av landet, 100 km sydost om huvudstaden Mexico City. Soto y Gama ligger 1 574 meter över havet och antalet invånare är 503.
Terrängen runt Soto y Gama är varierad, och sluttar söderut. Runt Soto y Gama är det ganska tätbefolkat, med 139 invånare per kvadratkilometer. Närmaste större samhälle är Atlixco, 17,0 km norr om Soto y Gama. Omgivningarna runt Soto y Gama är en mosaik av jordbruksmark och naturlig växtlighet.